# City of Oxford
Oxford (Oksford) – dystrykt w hrabstwie Oxfordshire w Anglii. W 2011 roku dystrykt liczył 151 906  mieszkańców.

## Miasta
- Oksford

## Parafie cywilne
- Blackbird Leys, Littlemore, Old Marston i Risinghurst and Sandhills[3].

## Inne miejscowości
- Barton and Sandhills, Blackbird Leys, Carfax, Churchill, Cowley, Cowley Marsh, Headington, Headington Hill and Northway, Hinksey Park, Holywell, Iffley Fields, Jericho and Osney, Littlemore, Lye Valley, Marston, North, Northfield Brook, Quarry and Risinghurst, Rose Hill and Iffley, St. Clement’s, St. Margaret’s, St. Mary’s, Summertown i Wolvercote[3].